# Highland Plantation
Highland Plantation es una plantación ubicada en el condado de Somerset en el estado estadounidense de Maine. En el Censo de 2010 tenía una población de 73 habitantes y una densidad poblacional de 0,67 personas por km².

## Geografía
Highland Plantation se encuentra ubicada en las coordenadas 45°5′14″N 70°5′56″O / 45.08722, -70.09889. Según la Oficina del Censo de los Estados Unidos, Highland Plantation tiene una superficie total de 109.32 km², de la cual 109.26 km² corresponden a tierra firme y (0.05%) 0.06 km² es agua.

## Demografía
Según el censo de 2010, había 73 personas residiendo en Highland Plantation. La densidad de población era de 0,67 hab./km². De los 73 habitantes, Highland Plantation estaba compuesto por el 97.26% blancos, el 0% eran afroamericanos, el 0% eran amerindios, el 0% eran asiáticos, el 0% eran isleños del Pacífico, el 0% eran de otras razas y el 2.74% pertenecían a dos o más razas. Del total de la población el 2.74% eran hispanos o latinos de cualquier raza.